# Narwar
Narwar is een nagar panchayat (plaats) in het district Shivpuri van de Indiase staat Madhya Pradesh. 

## Demografie
Volgens de Indiase volkstelling van 2001 wonen er 15.748 mensen in Narwar, waarvan 53% mannelijk en 47% vrouwelijk is. De plaats heeft een alfabetiseringsgraad van 58%. 